# Monument au maréchal Moncey
Le Monument au maréchal Moncey, situé place de Clichy à Paris, est édifié en souvenir de la défense de Paris contre les troupes russes en 1814. C’est une œuvre du sculpteur Amédée Doublemard et de l'architecte Edmond Guillaume.

## Historique
Le Monument au maréchal Moncey commémore  la défense de Paris par le maréchal Moncey, alors major-général de la Garde nationale. Il s'opposa à l'entrée des Cosaques à la barrière de Clichy, qui allaient envahir Paris en 1814.

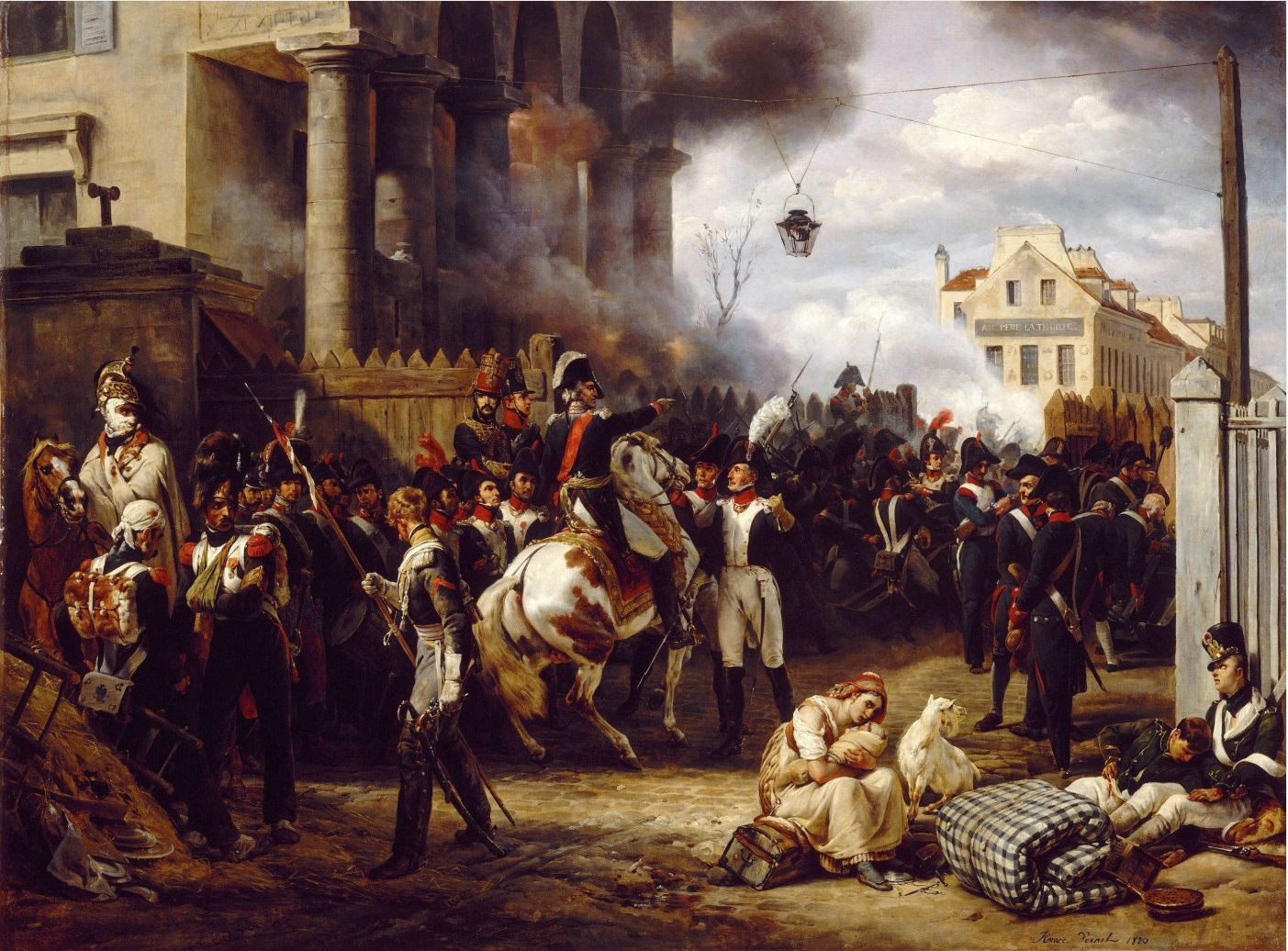
Horace Vernet, La Barrière de Clichy. Défense de Paris, le 30 mars 1814 (1820), Paris, musée du Louvre (un des bas-reliefs du piédestal est réalisé d'après cette œuvre).

En 1864, la Ville de Paris engage un concours pour réaliser le monument ; quarante sculpteurs et architectes y participent. La Commission municipale des Beaux-Arts juge les projets et retient le lauréat. Parmi les candidats, Jean-Baptiste Carpeaux présente un projet : le maréchal Bon-Adrien Jeannot de Moncey est représenté sur son cheval cabré au-dessus d'un amoncellement de corps entremêlés. Mais c'est finalement le projet plus académique d'Amédée Doublemard, pour la statue, et de l’architecte Edmond Guillaume pour le piédestal, qui est retenu.
En 1866, le projet définitif est adopté par la Commission des Beaux-Arts. En 1868 commencent les travaux de fondation. Le coût de l'ouvrage est de 101 800 Francs.
La sculpture présente le maréchal Moncey, sabre au clair, protégeant de son bras tendu une représentation allégorique de la Ville de Paris. À l’arrière, un volontaire, élève de l’Ecole Polytechnique, expire sur un fût de canon les débris d’une barricade. Un des bas-reliefs du piédestal est composé d’après le tableau d’Horace Vernet, La Barrière de Clichy. Défense de Paris, le 30 mars 1814 (1820). Il est inscrit, au-dessus des ailes d’une aigle impériale : « Sous le règne de Napoléon III, en mémoire de la Défense de Paris par le maréchal Moncey, major général de la Garde nationale, le XXX mars 1814 à la barrière de Clichy, la ville de Paris a érigé ce monument. 1869. » Pour des raisons financières, le préfet de la Seine fait supprimer trois des quatre statues de combattants initialement prévues à la base de la statue, l'ouvrier, le Garde national et l'invalide, seul l'élève de l’École polytechnique fut retenu.
N'ayant pu être officiellement inauguré en 1870 en raison de la guerre, le monument l'est finalement le 8 juin 2024, à l'initiative de l'association "Histoire & Patrimoine de Paris 17e" et dans le cadre du "Festival de la Place de Clichy", en présence de Geoffroy Boulard et Eric Lejoindre, respectivement maires des 17e et 18e arrondissements, et d'un détachement d'élèves de l'Ecole Polytechnique.

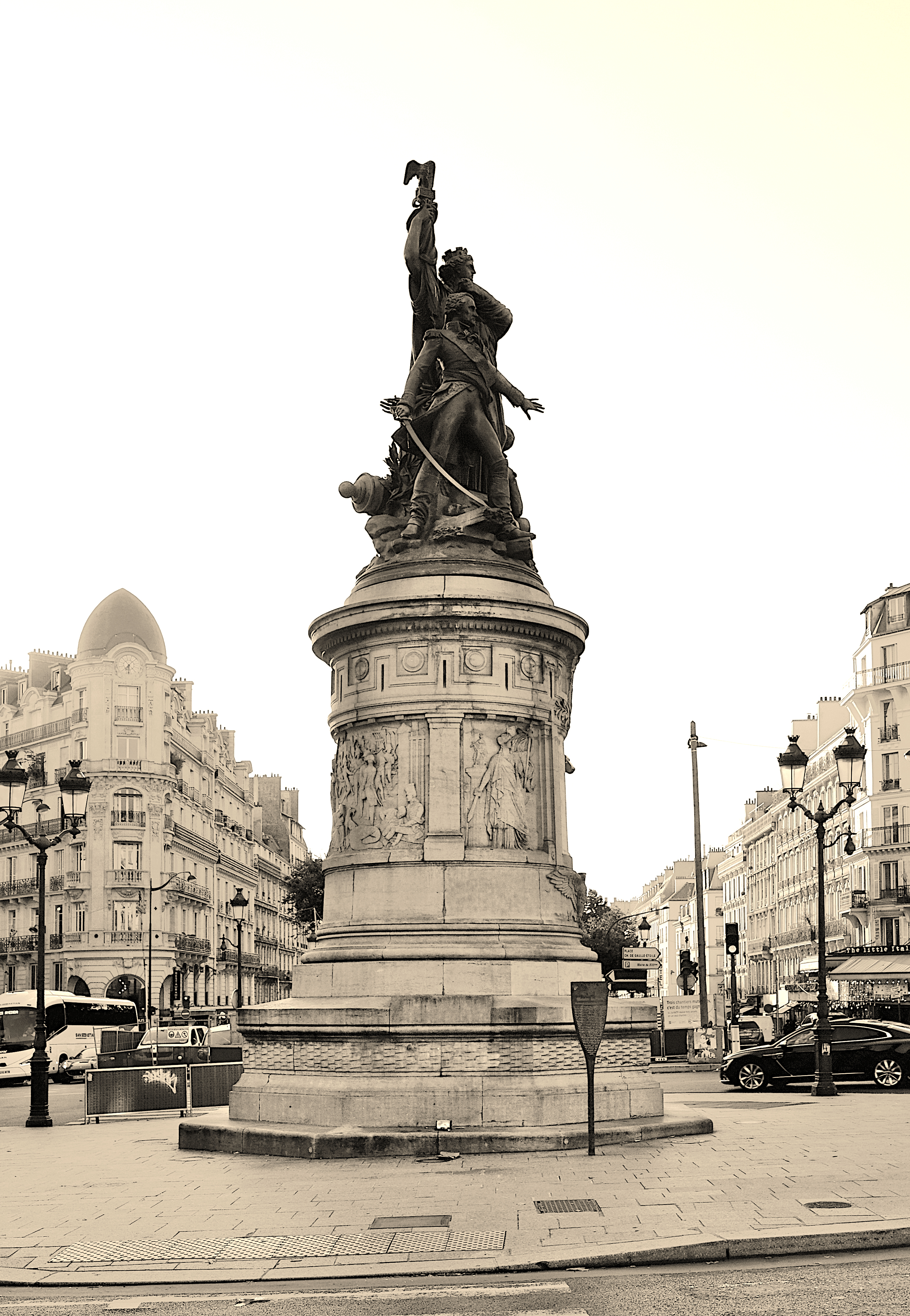
Le monument en 2024.
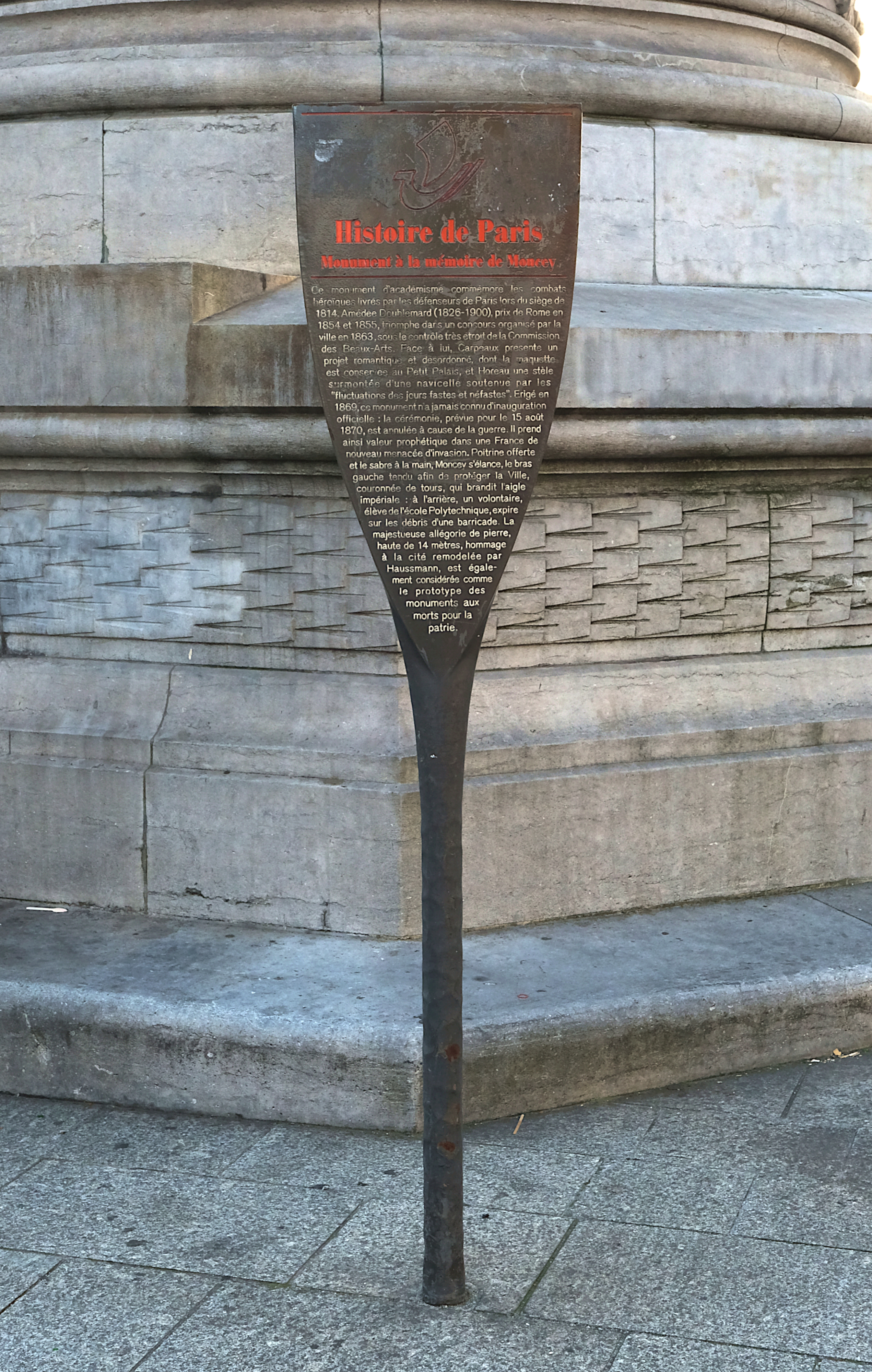
Panneau Histoire de Paris.